# Tuhelj
Tuhelj – wieś w Chorwacji, w żupanii krapińsko-zagorskiej, w gminie Tuhelj. W 2011 roku liczyła 205 mieszkańców.